# L'Œuvre immortelle
Pour plus de détails, voir Fiche technique et Distribution.
L'Œuvre immortelle est un film belge réalisé par Julien Duvivier, sorti en 1924.

## Fiche technique
- Titre français : L'Œuvre immortelle
- Réalisation : Julien Duvivier
- Scénario : Julien Duvivier et Maurice Widy
- Pays de production :  Belgique
- Format : Noir et blanc - 1,33:1 - Film muet
- Date de sortie : 1924

## Distribution
- Suzanne Christy : Lucienne Derval
- Jimmy O'Kelly : Stéphane Manin
- Jacques Van Hoven : Charles Bosquet
- Maurice Widy : Coudret